# Xenologi
Xenologi från grekiskans ξένος (xenos) som betyder främmande/främling och λογία (logia) som betyder studerande av. Ordagrant betyder alltså xenologi studerande av det främmande. Xenologi är inte detsamma som xenomani men kan ses som ett verktyg för att motarbeta xenofobi.
Xenologi definieras som forskning, eller information, om det som är främmande. I första hand gäller detta undersökningen och förståelsen av sociala strukturer, normer och kulturer som inte överensstämmer med den egna. Ett mycket vanligt syfte inom socialantropologisk forskning.
Xenologi är även ett populärt ord inom science-fiction men handlar då om det vetenskapliga studiet av utomjordiskt liv, utomjordisk intelligens och utomjordiska civilisationer.